# Secure Digital

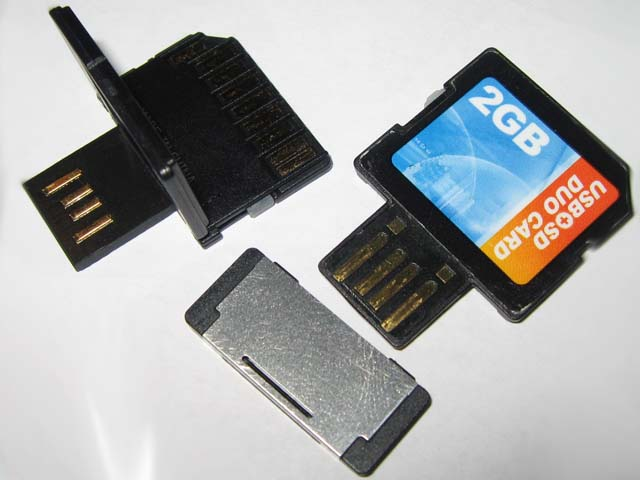
Przykładowa karta SD z dodatkowym złączem USB

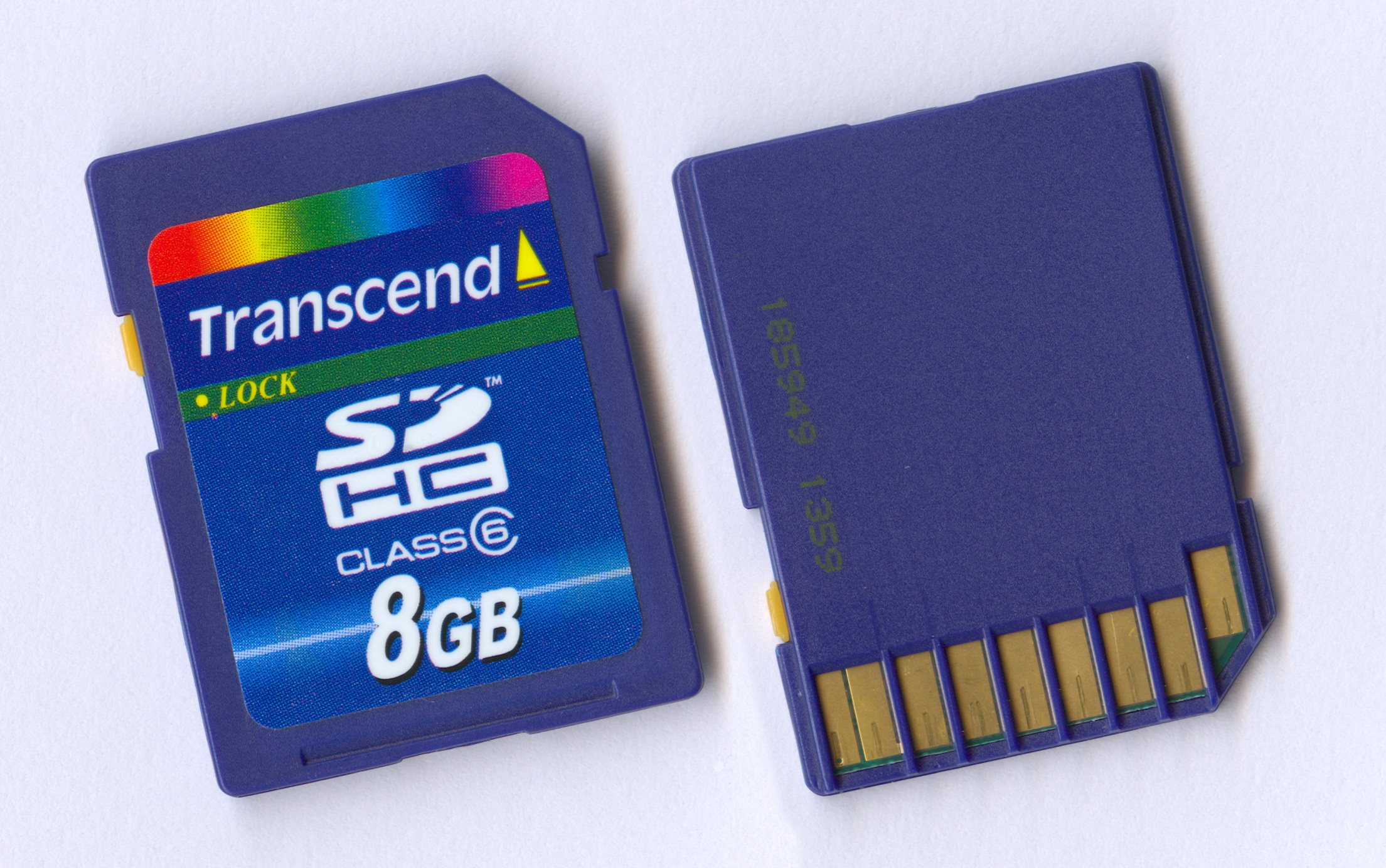
Karta SDHC 8 GB klasa 6

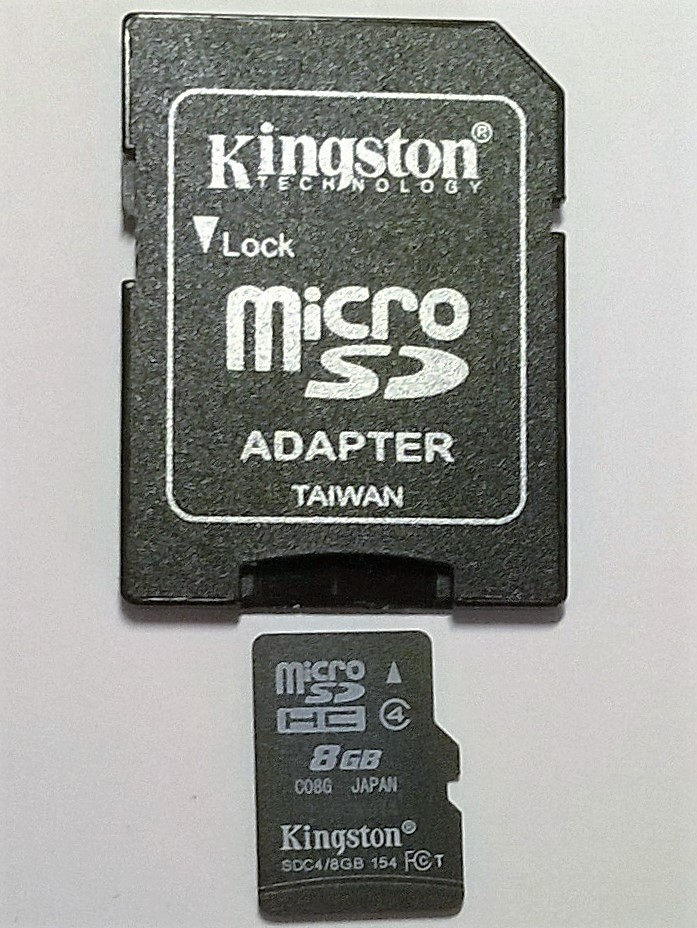
Karta microSD (klasa 4) wraz z adapterem SD

SD (ang. secure digital) – standard kart pamięci opracowany przez firmy Panasonic, SanDisk i Toshiba w 2000 roku. Karty SD charakteryzują się niewielkimi wymiarami (24 × 32 × 2,1 mm) i masą (ok. 2 gramów). Standard rozwijał się wypracowując kilka wersji.
Poza grubością, ich wymiary są identyczne z kartami MMC.
Karty SD mają 9 wyprowadzeń. Dodatkowo karta SD ma na brzegu przełącznik blokujący możliwość zapisu.
Dostępne są karty SD o pojemnościach od 8 MB do 2 TB. Karty od 4 GB do 32 GB określane są jako SDHC. Karty od 64 GB do 2 TB określane są jako SDXC. Starsze urządzenia mają problemy z ich obsługą. Sporadycznie można również spotkać karty 4 GB SD (nie SDHC). Ten podział wynika z systemu plików stosowanego przy formatowaniu kart SD. Tym systemem jest FAT16, w którym ograniczenie rozmiaru partycji wynosi 2 GB. Wyjątkowo w tym systemie plików można utworzyć partycję o wielkości 4 GB, jednak tylko niewielka liczba urządzeń, niebędących komputerami, jest w stanie obsłużyć taką strukturę; nawet część komputerowych systemów operacyjnych nie obsługuje 4 GB partycji w systemie FAT16. Właśnie z tego powodu w grupie kart SD (SDHC) od 4 GB do 32 GB powierzchnia adresowana jest zgodnie z systemem plików FAT32. Powyżej 32 GB pojemności karty SD są często formatowane w systemie exFAT, gdyż w FAT32 przy wielkości partycji ponad 32 GB znacznie spada wydajność jej obsługi (zgodnie z opinią Microsoftu, będącego twórcą tego formatu).

## Zastosowania
Karty pamięci SD są powszechnie stosowane w:
- cyfrowych aparatach fotograficznych
- kamerach cyfrowych
- palmtopach
- telefonach komórkowych
- urządzeniach do nawigacji satelitarnej i odbiornikach GPS
- odtwarzaczach MP4/MTV
- konsolach GBA/SP (po dokupieniu nagrywarki)

## Wymiary miniSD i microSD
W 2003 roku zaprezentowano kartę zgodną programowo z SD ale o mniejszych wymiarach (21,5 × 20 × 1,4 mm) zwaną miniSD, standard ten obecnie praktycznie nie jest używany. W 2005 przedstawiono kartę o wymiarach 11 × 15 × 1 mm, zwaną microSD. Do kart tych opracowano adaptery umożliwiające użycie ich w miejsce kart SD.

## Standardy programowe
Organizacja SD Association określająca standardy urządzeń SD wprowadza podział:
- pamięci (wymienny RAM):
  - karty: SD, SDHC, SDXC
  - wbudowane: embedded SD
- pamięć + funkcje specjalne
  - zabezpieczeń: smartSD
  - bezprzewodowe: wireless LAN SD, TransferJet SD
- wejścia wyjścia: SDIO

## Standardy ze względu na pojemność
Pierwsze karty oznaczane jako SD mogły mieć pojemność do 2 GB, używano na nich systemy plików FAT 12 i FAT 16. Karty SDHC mają pojemność od 2 GB do 32 GB używają systemu plików FAT 32. Karty o pojemności powyżej 32 GB aż do 2 TB oznaczane są jako SDXC, stosowany jest na nich system plików exFAT.
Karty SD High Capacity (SDHC lub SD 2.0) są nowymi kartami SD bazującymi na specyfikacji 2.00, która dla kart SDHC definiuje system plików FAT32, co umożliwia zwiększenie pojemności kart SD od 4 GB do 32 GB i gwarantuje minimalną prędkość zapisu danych 6 MB/s (klasa specyfikacji 6). Karty SDHC są na ogół kompatybilne tylko z czytnikami obsługującymi wersję 2.0 standardu SD, istnieją jednak wyjątki od tej reguły. Niektóre czytniki zgodne z wersją 1.1 są w stanie bez problemu współpracować z kartami SDHC pod warunkiem, iż są kontrolowane spod systemu obsługującego wersję 2 standardu SD (na przykład czytniki wbudowane w Acery serii n300 i inne urządzenia typu PDA).

## Klasy szybkości kart SD
Stowarzyszenie producentów kart SD określa dwa standardy szybkości kart 'Speed Class i UHS Speed Class. W każdym ze standardów określono kilka klas szybkości.
| Minimalna szybkość zapisu | Klasa szybkości | Klasa szybkości UHS | Klasa szybkości "Video" | Zastosowanie |
| ------------------------- | --------------- | ------------------- | ----------------------- | --- |
| 2 MB/s                    | Class 2 (C2)    | –                   | –                       | nagrywanie filmów wideo |
| 4 MB/s                    | Class 4 (C4)    | –                   | –                       | nagrywanie filmów Full HD (od 720p do 1080p/1080i)                                                                                            |
| 6 MB/s                    | Class 6 (C6)    | –                   | Class 6 (V6)            | nagrywanie filmów Full HD (od 720p do 1080p/1080i)                                                                                            |
| 10 MB/s                   | Class 10 (C10)  | Class 1 (U1)        | Class 10 (V10)          | nagrywanie wideo Full HD (1080p) z równoczesnym zapisem stopklatek HD (szyna danych HS), nadawanie na żywo dużych plików wideo HD (szyna UHS) |
| 30 MB/s                   | –               | Class 3 (U3)        | Class 30 (V30)          | pliki wideo 4K przy 60/120 fps (szyna UHS) |
| 60 MB/s                   | –               | –                   | Class 60 (V60)          | pliki wideo 8K przy 60/120 fps (szyna UHS) |
| 90 MB/s                   | –               | –                   | Class 90 (V90)          | pliki wideo 8K przy 60/120 fps (szyna UHS) |

| Interfejs szyny | Logo karty       | Logo szyny | Szybkość szyny                                                                         | Wersja spec. |
| --------------- | ---------------- | ---------- | -------------------------------------------------------------------------------------- | ------------ |
| Default Speed   | SD · SDHC · SDXC | —          | 12.5 MByte/s                                                                           | 1.01         |
| High Speed      | SD · SDHC · SDXC | —          | 25 MByte/s                                                                             | 2.00         |
| UHS-I           | SDHC · SDXC      | I          | 12.5 MByte/s (SDR12) 25 MByte/s (SDR25) 50 MByte/s (SDR50, DDR50) 104 MByte/s (SDR104) | 3.01         |
| UHS-II          | SDHC · SDXC      | II         | 156 MByte/s (FD156) 312 MByte/s (HD312)                                                | 4.00/4.10    |
| UHS-III         |                  |            | 312MByte/s 624MByte/s                                                                  | 6.0          |

Niektórzy producenci używają wskaźnika prędkości odczytu w postaci x, a inni, np. Kingston, używają prędkości zapisu.
Poniższa tabelka przedstawia listę zazwyczaj używanych wskaźników prędkości oraz minimalnej prędkości transferu:

## UHS
Ultra High Speed (bus) – to nowy typ połączenia między kartą a adapterem, umożliwiający dalszy wzrost szybkości transferu. Jest kompatybilny zarówno z kartami SDHC, jak i SDXC.
Na obecną chwilę istnieją trzy odmiany UHS:
- UHS-I
- UHS-II
- UHS-III

UHS-I umożliwia maksymalny transfer z prędkością 50 MB/s (4-bitowy typ transferu przy 100 MHz) albo 104 MB/s (4-bitowy tryb transferu z 208 MHz zegarem taktującym). Wymaga obsługi standardu SD 3.01 do działania (czytnik/aparat/telefon – informacje o wersji można znaleźć w specyfikacji danego urządzenia).
UHS-II podnosi szczytowe transfery trzykrotnie w stosunku do UHS-I. W trybie połowicznym (half duplex), udostępnia maksymalny transfer na poziomie 156 MB/s. W trybie pełnym (full duplex), dodatkowo go podwaja (do 312 MB/s). Wymaga jednak sprzętu w standardzie SD 4.0 z powodu konieczności zastosowania dodatkowych pinów na karcie.
UHS-III stanowi kolejny znaczny skok wydajnościowy, pozwalając na transfery z prędkościami dwukrotnie wyższymi niż poprzednia generacja - 624MB/s dla odczytu i 312MB/s dla zapisu. Wymaga urządzenia i samej karty w standardzie SD 6.0.

### UHS w praktyce
Zgodność karty z UHS nie gwarantuje najwyższej wydajności karty pamięci. Nie jest też jednoznaczna z posiadaniem przez kartę najwyższej klasy wydajności (np. Class 10 lub wyższej). UHS wymaga do osiągnięcia pełnej wydajności jego obsługi po stronie urządzenia, do jakiego wkładamy kartę pamięci (czytnika, kamery, czy telefonu). Karta zgodna z UHS może działać w starszych urządzeniach (zgodnych ze standardem wymaganym przez dany typ karty), ale nie osiągnie wtedy swojej szczytowej wydajności.